# Werschinin
Werschinin (russisch Вершинин, englisch Vershinin) ist ein russischer Familienname. Die weibliche Form ist Werschinina (russisch Вершинина).

## Herkunft und Bedeutung
Der Name leitet sich vom Substantiv werschina (russisch вершина) mit der Bedeutung Spitze; Gipfel; Höhe her und bezeichnete ursprünglich entweder eine Person von überdurchschnittlicher Körpergröße oder hoher sozialer Stellung. Alternativ kommt auch der Bewohner des Oberlaufs eines Fließgewässers als Namensträger in Frage, da in früherer Zeit die Quelle als werschinoj (russisch вершиной) bezeichnet wurde.

## Namensträger
- Alexander Pawlowitsch Werschinin (* 1957), russischer Jurist, Hochschullehrer und Bibliotheksdirektor
- Konstantin Andrejewitsch Werschinin (1900–1973), sowjetischer Pilot und Offizier
- Nikolai Wassiljewitsch Werschinin (1867–1951), russischer Pharmakologe und Hochschullehrer
- Wiktor Grigorjewitsch Werschinin (1928–1989), sowjetischer Radrennfahrer